# Gladkóvskaia
Gladkóvskaia - Гладковская (rus) - és una stanitsa del krai de Krasnodar, a Rússia. Es troba a la capçalera boscosa del riu Psebeps, als vessants occidentals del Caucas, a 22 km a l'oest de Krimsk i a 99 km a l'oest de Krasnodar, la capital.
Pertany al municipi de Pàvlovski.